# Cynthia Richards
Cynthia Richards (tên khai sinh Sinthia Richards, 1944) là một ca sĩ người Jamaica có sự nghiệp bắt đầu từ những năm 1960.

## Tiểu sử
Sinh ra tại Duhaney Park, Kingston, Jamaica, vào năm 1944, Richards đã theo học tại Trường tiểu học Denham Town, sau khi gây ấn tượng với giáo viên bằng một buổi biểu diễn tại buổi hòa nhạc cuối kỳ, bà được khuyến khích xuất hiện trên Vere Johns Talent Show. Trong khi làm thư ký của một thẩm phán, bà tiếp tục sự nghiệp của mình, làm việc trong những năm 1960 với ban nhạc Carib Beats của Bobby Aitken và sau đó là Falcons (với một Dennis Brown trẻ tuổi), Byron Lee &amp; Dragonaires và Mighty Vikings. Bà đã thu âm đĩa đơn đầu tay của mình, "How could I", vào năm 1969, được sản xuất bởi Clement "Coxsone" Dodd cho nhãn hiệu Studio One của ông. Mặc dù đĩa đơn đã không thành công, nhưng nó đã khiến bà được Clancy Ecère chú ý đến, người đã sản xuất "Foolish Fool", trở thành một hit lớn ở Jamaica. Bà cũng là một thành viên của bộ đôi Cynthia & Archie. Bà chuyển sang làm việc với một số nhà sản xuất, bao gồm Duke Reid, người mà bà đã thu âm "Jungle Fever", "Sentimental Reason" và "Aily I", sau đó là một hit với khán giả reggae của Anh vào năm 1972. Các nhà sản xuất khác mà bà làm việc cùng bao gồm Alvin Ranglin và Larry Lawrence, trước khi chuyển sang tự sản xuất với các đĩa đơn như "Mr. Postman", và đã thành công hơn nữa ở Jamaica với phiên bản của bà cho bài hát "If You're Ready (Come Go With Me)" của The Staple Singers. Bà được bình chọn là Nữ nghệ sĩ hàng đầu năm 1973 tại Jamaica và lưu diễn cùng Elmo và Toots and the Maytals. Sau đó vào những năm 1970, bà làm việc với vai trò là một ca sĩ nền, góp phần vào album năm 1967 của Beres Hammond Soul Reggae và album năm 1978 của Pat Kelly Lonely Man.

## Danh sách đĩa hát
- Foolish Fool (1969), Clan Disc (Trojan)
- Conversation (1970), Clan Disc (Trojan)
- Promises (1970), Clan Disc (Trojan)
- Can't Wait (1970), Clan Disc (Trojan)
- I Was Just Thinking About You (1970), Clan Disc (Trojan)
- United We Stand (1970), Pressure Drop (Trojan)
- Stand By Your Man (1971), Clan Disc (Trojan)
- Is There A Place In Your Heart For Me (1971), GG Records (Trojan)
- Moving On (1971), Big Shot
- Aily I (1973), Attack (Trojan)
- Sentimental Reason (1973), Lord Koos
- If You're Ready Come Go With Me (1974)
- Think About Me (1974), Cactus
- Keep It In The Family (1974), Cactus
- I Shall Not Remove (1977), Grove Music

### Clancy and Cynthia
- Tomorrow (1971), Clan Disc (Trojan)